# Burmanniaceae
Le Burmanniacee (Burmanniaceae Blume, 1827) sono una famiglia di piante angiosperme, che include circa cento specie di piante erbacee suddivise in una dozzina di generi.

## Descrizione
Spesso sono piante abbastanza notevoli, più spesso rosse che verdi, prive di una grande superficie fogliare, che non raggiungono in alcun modo grandi dimensioni.
La ragione per questo aspetto è che i membri della famiglia sono tutte specie mico-eterotrofiche.
La famiglia comparve nel tardo Cretaceo, ma l'ulteriore diversificazione e gli spostamenti verso gli ambienti tipici avvennero più tardi all'interno dello stesso periodo e proseguirono dopo il limite K-T nel Paleogene.

## Distribuzione e habitat
Le Burmanniaceae sono principalmente presenti nell'emisfero australe.
Crescono in ambienti ombrosi e a clima tropicale.

## Tassonomia
Il sistema Cronquist (1981) assegnava la famiglia Burmanniaceae all'ordine Orchidales attribuendole confini più ristretti di quelli attualmente accettati.
L'attuale delimitazione della famiglia Burmanniaceae è stata introdotta dalla classificazione APG II del 2003, che ha collocato la famiglia nell'ordine Dioscoreales includendovi anche le specie che in precedenza erano assegnate alla famiglia Thismiaceae.
La classificazione APG III del 2009, pur confermando questa impostazione, sottolineava che alcune evidenze supportavano la segregazione di Thismiaceae in un clade distinto da Burmanniaceae.
Analoga posizione ha mantenuto anche la classificazione APG IV del 2016, pur a fronte di ulteriori evidenze a sostegno della segregazione delle Thismiacee. Gli autori si augurano che ulteriori studi potranno chiarire in maniera definitiva i dubbi al riguardo.
All'interno della attuale suddivisione della famiglia Burmanniaceae possono pertanto essere differenziati tre cladi:
Burmanniaceae sensu stricto
- Apteria Nutt.
- Burmannia L.
- Campylosiphon Benth.
- Dictyostega Miers
- Geomitra Becc.
- Gymnosiphon Blume
- Hexapterella Urb.
- Marthella Urb.
- Mierisella Urb.

Clade Afrothismia (secondo alcuni Autori da elevare a famiglia a sé stante)
- Afrothismia Schltr.

Tribù Thismieae (secondo alcuni Autori da elevare a famiglia a sè stante)
- Haplothismia Airy Shaw
- Oxygyne Schltr.
- Thismia Griff.
- Tiputinia P.E.Berry & C.L.Woodw.

Sulla base delle analisi molecolari, il tipo di vita mico-eterotrofico che queste specie conducono evolvette sei (o anche più) volte indipendentemente nei tre cladi che formano le Burmanniaceae.
Il genere Afrothismia e la tribù Thismieae rappresentano due di questi spostamenti dall'autotrofia alla mico-eterotrofia, mentre le Burmanniaceae sensu stricto sono il clade in cui avvennero gli altri quattro.